# Cyathopsis
Cyathopsis es un género  de plantas fanerógamas perteneciente a la familia Ericaceae.  Comprende 3 especies descritas y  aceptadas.

## Taxonomía
El género  fue descrito por Brongn. & Gris  y publicado en Annales des Sciences Naturelles; Botanique, sér. 5, 2: 152. 1864. La especie tipo es: Cyathopsis floribunda Brongn. & Gris	 

## Especies aceptadas
A continuación se brinda un listado de las especies del género Cyathopsis aceptadas hasta febrero de 2014, ordenadas alfabéticamente. Para cada una se indica el nombre binomial seguido del autor, abreviado según las convenciones y usos.
- Cyathopsis albicans (Brongn. & Gris) Quinn
- Cyathopsis floribunda Brongn. & Gris
- Cyathopsis violaceospicata (Guillaumin) Quinn